# Kovaceveț, Tărgoviște
Kovaceveț (în bulgară Ковачевец) este un sat în comuna Popovo, regiunea Tărgoviște,  Bulgaria. 

## Demografie
Componența etnică a satului Kovaceveț
     Romi (19,97%)
     Turci (24,44%)
     Bulgari (53,65%)
     Nicio identificare (1,93%)
La recensământul din 2011, populația satului Kovaceveț era de 671 locuitori. Din punct de vedere etnic, majoritatea locuitorilor (53,65%) erau bulgari, existând și minorități de turci (24,44%) și romi (19,97%). Pentru 1,93% din locuitori nu este cunoscută apartenența etnică.